# 新加坡国立大学附属数理中学
新加坡国立大学附属数理中学（英语：NUS (National University of Singapore) High School of Math and Science），又稱国大附中，是新加坡的一所专科独立高中。該校提供六年制综合方案（Integrated Programme，IP），畢業可取得新加坡国立大学高中文凭。 
該校進行資優数学和科學教育，並融入语言、艺术、人文科学和体育运动組成模組化課程。 超过70%的毕业生在大学就讀科学、技术、工程和医学的相关课程。

## 校园

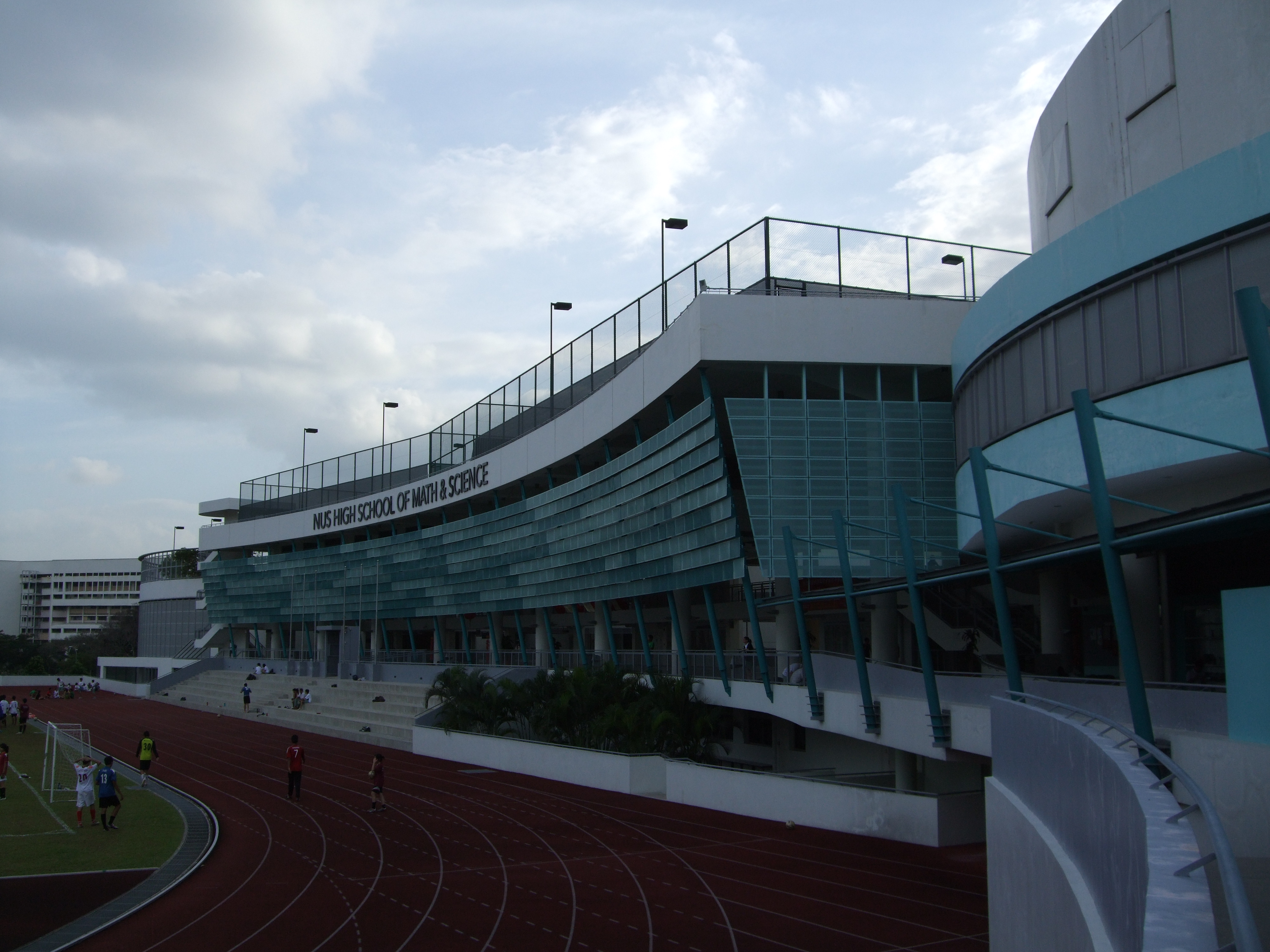
Pi(π)墙，跟踪领域，汇合

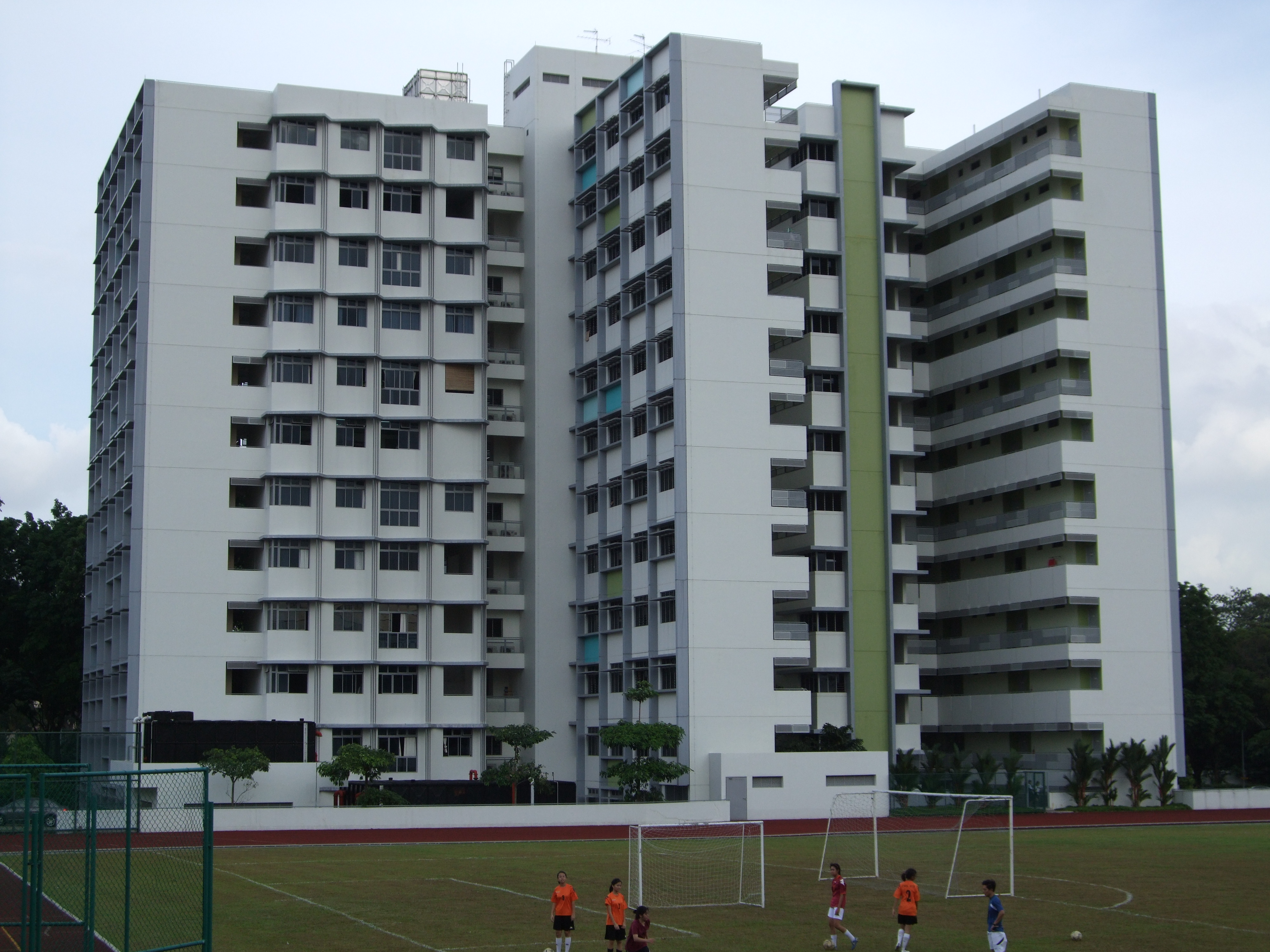
新加坡国立大学校居住双建设(January2009)